# Cabbar Duyum
Cabbar Taner Duyum (ur. 20 stycznia 1998) – turecki zapaśnik walczący w stylu wolnym. Zajął szóste miejsce na mistrzostwach Europy w 2025
Brązowy medalista igrzysk młodzieży w 2014. Wicemistrz Europy kadetów w 2014 i 2015 roku.